# Överlevnadskniv

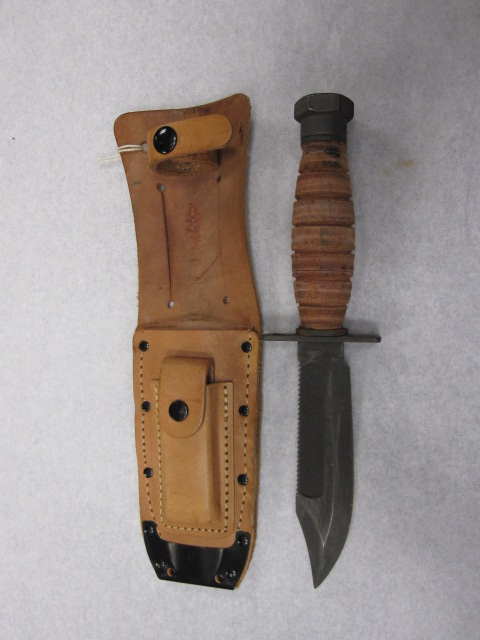
Överlevnadskniv.

En överlevnadskniv är en kniv vars handtag har ett hålrum som är fyllt med saker för användning i en nödsituation. Exempel på saker är tändstickor, fiskekrok, fiskelina, trådsåg och kompass. Ibland har även knivens slida möjlighet till förvaring av exempelvis brynen.